# Antoni Czajka
Antoni Czajka (ur. 2 lipca 1929 w Mościskach, zm. 6 września 2014) – polski inżynier i polityk, poseł na Sejm RP I kadencji.

## Życiorys
Uzyskał wykształcenie wyższe inżynierskie, obronił doktorat w zakresie nauk technicznych. Skonstruował rozrzutnik obornika.
W 1991 uzyskał mandat posła na Sejm I kadencji. Został wybrany w okręgu toruńsko-włocławskim z listy Partii „X”. Pod koniec kadencji był posłem niezrzeszonym. Zasiadał w Komisji Administracji i Spraw Wewnętrznych, Komisji Rolnictwa i Gospodarki Żywnościowej oraz w Komisji Systemu Gospodarczego i Przemysłu. Był także członkiem Podkomisji nadzwyczajnej ds. funduszów pomocowych w EWG.
W wyborach parlamentarnych w 1993 bez powodzenia ubiegał się o reelekcję z listy Polskiej Partii Odnowy Kraju – był przewodniczącym tego ugrupowania z siedzibą w Grudziądzu. Pełnił tę funkcję przez kilkanaście lat do czasu wykreślenia partii z ewidencji. W wyborach parlamentarnych w 1997 bezskutecznie kandydował do Sejmu z listy Polskiej Wspólnoty Narodowej, a w wyborach w 2005 z ramienia Polskiej Partii Narodowej.
Pochowany na Cmentarzu Farnym w Grudziądzu.